# Varian Pasquet
Pour les articles homonymes, voir Pasquet.
Pas d'image ? Cliquez ici

a Compétitions nationales et continentales officielles uniquement.

b Matchs officiels uniquement.
Dernière mise à jour le 29 juillet 2025.
Varian Pasquet, né le 29 juillet 1999 à Paris, est un joueur français de rugby à XV et international français de rugby à sept évoluant au poste de centre à XV et à ceux de pilier et de centre à sept.
Il est médaillé d'or en rugby à sept durant les Jeux olympiques 2024.

## Biographie

### Jeunesse et formation
Varian Pasquet naît le 29 juillet 1999 à Paris et grandit en région parisienne dans le 14e arrondissement,,. Durant sa jeunesse, il commence la pratique du rugby à XV au sein du Paris UC en 2006. Il rejoint ensuite le Stade français Paris à partir de 2016.
Au niveau scolaire, il obtient un baccalauréat scientifique puis une licence en mathématiques et informatique à l'université Paris-Cité en 2020. Il intègre ensuite l'École supérieure d'ingénieurs Léonard-de-Vinci, où il met ses études en suspens afin de se consacrer au rugby.

### Débuts professionnels et internationaux à sept (2020-2023)
En décembre 2020, Varian Pasquet fait ses débuts professionnels avec le Stade français lorsqu'il fait son entrée en jeu à la place de Julien Delbouis lors de la première journée de Challenge européen contre le Benetton Trévise. Ce match est le seul qu'il dispute avec l'équipe professionnelle, il n'est ensuite pas conservé par le Stade français.
L'année suivante, il intègre le Centre national du rugby de Marcoussis et l'équipe de France développement de rugby à sept. Rapidement, il se montre performant et en novembre 2021, il fait ses débuts avec l'équipe de France de rugby à sept lors du tournoi de Dubaï comptant pour les World Rugby Sevens Series 2021-2022 (en).
Par la suite, il obtient un contrat fédéral de la part de la fédération française de rugby et est à disposition de l'équipe de France de rugby à sept à temps complet,. Lors de l'édition 2022-2023, il est le joueur ayant réalisé le plus de passes après contact (offloads) de la saison avec soixante-et-onze unités.

### Consécration à sept, médaillé d'or aux Jeux olympiques (2024)
Pendant le SVNS 2023-2024 (anciennement World Rugby Sevens Series), Varian Pasquet remporte avec ses coéquipiers le premier tournoi de l'équipe de France depuis 2005 au tournoi de Los Angeles en battant la Grande-Bretagne 21 à 0 en finale,. Lors du tournoi suivant, à Hong Kong, ils se rendent une nouvelle fois en finale mais s'inclinent face à la Nouvelle-Zélande. En fin de saison, début juin 2024, l'équipe de France dispute le tournoi final du SVNS : le tournoi de Madrid. Les Bleus vont jusqu'en finale, s'imposent 19 à 5 contre l'Argentine et remportent le SVNS pour la première fois de leur histoire.
Le mois suivant, en juillet, il est sélectionné pour participer au tournoi de rugby à sept des Jeux olympiques de Paris. En phase de poule, l'équipe de France fait match nul 12-12 contre les États-Unis lors de son premier match puis bat difficilement l'Uruguay (19 à 12) avant de s'incliner contre les Fidji (19 à 12) et termine seconde de son groupe, lui permettant de se qualifier en quart de finale,. Les Bleus éliminent l'Argentine 26 à 14 en quart. Puis, ils battent l'Afrique du Sud 19 à 5 dans un match où Varian Pasquet se montre décisif à deux reprises, peu de temps après son entrée en jeu, en délivrant tout d'abord une passe décisive à Rayan Rebbadj, à la suite d'une percée de sa part, qui permet aux Français de passer devant au tableau d'affichage et réalise ensuite une nouvelle percée qui amène le deuxième essai de Rebbadj. En finale, l'équipe de France prend sa revanche sur les Fidji, doubles champions olympiques en titre, et s'impose largement 28 à 7 afin de devenir champion olympique pour la première fois. Durant la compétition, il est cité comme étant l'un des français les plus décisifs, notamment grâce à sa bonne performance en demi-finale.

### Après Jeux olympiques et retour à XV (depuis 2024)
Après les Jeux olympiques, il prolonge son contrat d'un an avec la FFR mais indique vouloir jouer en Top 14. Quelques jours plus tard, il est décoré Chevalier de la Légion d'honneur avec ses coéquipiers grâce à leur sacre aux Jeux olympiques. De retour sur les terrains, pour le premier tournoi du SVNS 2024-2025, à Dubaï, il inscrit l'essai qui scelle la victoire des Bleus lors du match pour la cinquième place. La semaine suivante, au Cap, ils sont battus en finale par l'Afrique du Sud malgré un essai inscrit par Varian Pasquet. Plus tard dans la saison, les Français sont une nouvelle fois finalistes du tournoi de Hong Kong mais s'inclinent 12 à 7 contre les Argentins. Qualifiés pour le Tournoi final de Los Angeles, ils terminent la compétition à la cinquième place.
À partir de la saison 2025-2026, il fait son retour à XV en s'engageant avec l'USON Nevers, club de Pro D2, jusqu'en 2027.

## Palmarès

### En équipe nationale
- Équipe de France de rugby à sept :
  -  Deuxième du Tournoi de Vancouver en 2023.
  -  Troisième du Tournoi de Toulouse en 2023.
  -  Vainqueur de la série mondiale 2023-2024 (Tournoi de Madrid) :
    -  Troisième du Tournoi de Vancouver en 2024.
    -  Vainqueur du Tournoi de Los Angeles en 2024.
    -  Deuxième du Tournoi de Hong Kong en 2024.

  -  Champion olympique en 2024.
  -  Deuxième du Tournoi du Cap en 2024.
  -  Deuxième du Tournoi de Hong Kong en 2025.

## Distinctions personnelles
Chevalier de la Légion d'honneur (décret du 23 septembre 2024)